# Sedum hernandezii
Sedum hernandezii är en fetbladsväxtart som beskrevs av J. Meyrán. Sedum hernandezii ingår i Fetknoppssläktet som ingår i familjen fetbladsväxter. Inga underarter finns listade i Catalogue of Life.

## Bildgalleri

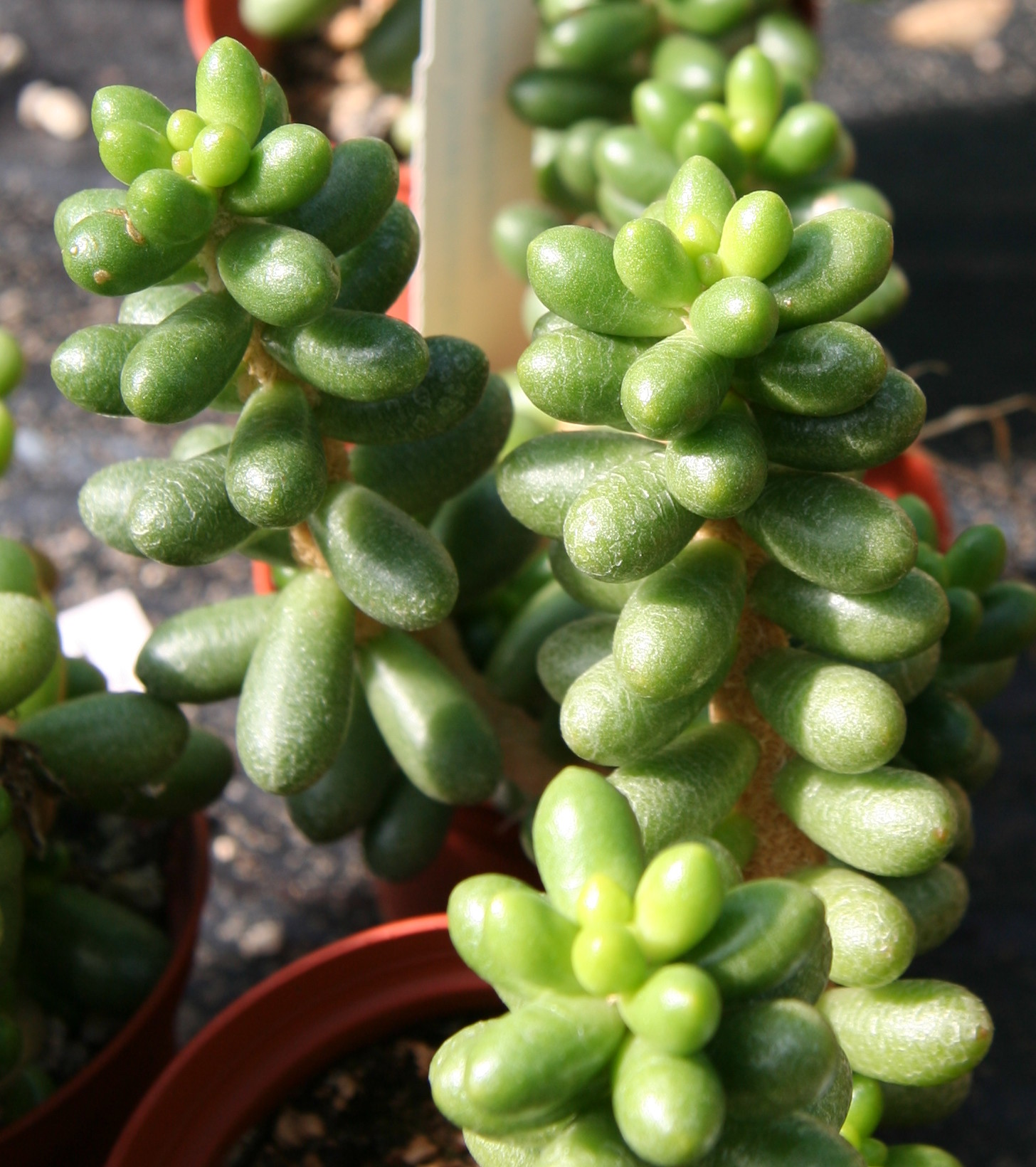
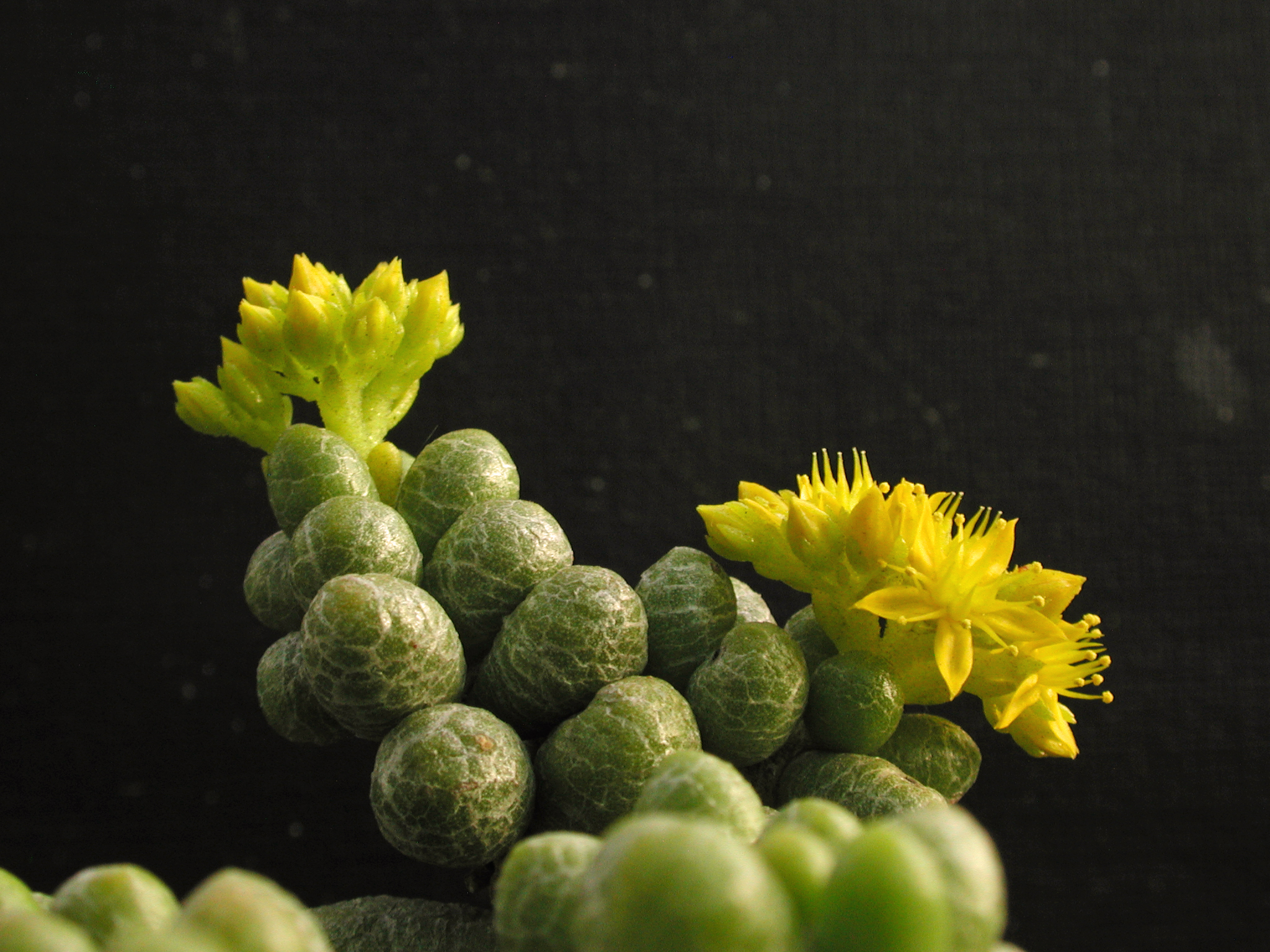